# Макс Регер
Макс Регер (повне ім'я — Йоганн Баптист Йозеф Максіміліан Регер, Johann Baptist Joseph Maximilian Reger; 19 березня 1873 — 11 травня 1916) — німецький композитор, органіст, піаніст, диригент, музичний теоретик, педагог. Учень Гуго Рімана.

## Біографія
У 1890—1896 р. Регер викладав у консерваторії у Вісбадені (теоретичні предмети, фортепіано, орган), з 1905 року — в Музичній академії в Мюнхені (композиція, орган), в 1907—1916 р. — професор Лейпцизької консерваторії (композиція), одночасно музичний директор Лейпцизького університету. У 1911—1914 роках придворний капельмейстер у Майнінгені (з 1913 р. головний музичний директор). Концертував як піаніст і диригент (в 1906 році у Петербурзі).
У творчості Регера, представленому всіма жанрами, крім сценічного, простежуються романтичні й неокласичні тенденції. У той же час у ряді творів (сольні сонати, твори для органа, поліфонічні композиції) він звертається до принципів формоутворення епохи Й. С. Баха, прагнучи продовжити бахівську традицію на основі сучасної музичної мови. Інструментальна музика Регера переважно непрограмна; один з нечисленних винятків — «4 поеми за Арнольдом Бекліном» для симфонічного оркестру (1913), відзначені впливом Р. Штрауса й Дебюссі.